# Miss Juneteenth
Miss Juneteenth ist ein Filmdrama von Channing Godfrey Peoples, das im Januar 2020 beim Sundance Film Festival seine Premiere feierte und am 19. Juni 2020 in den USA als Video-on-Demand veröffentlicht wurde.

## Handlung
Turquoise Jones ist Hausfrau und alleinerziehende Mutter. Sie arbeitet in Waymans BBQ & Lounge, war aber mal eine Schönheitskönigin. Sie wurde einst zur Miss Juneteenth gekrönt, ein Titel, der an den Juneteenth-Tag erinnert, an dem Sklaven in Texas befreit wurden. Nun versucht sie ihre Tochter Kai ebenfalls zum Titel zu führen, auch wenn diese eigentlich nicht Miss Juneteenth werden will.

## Produktion

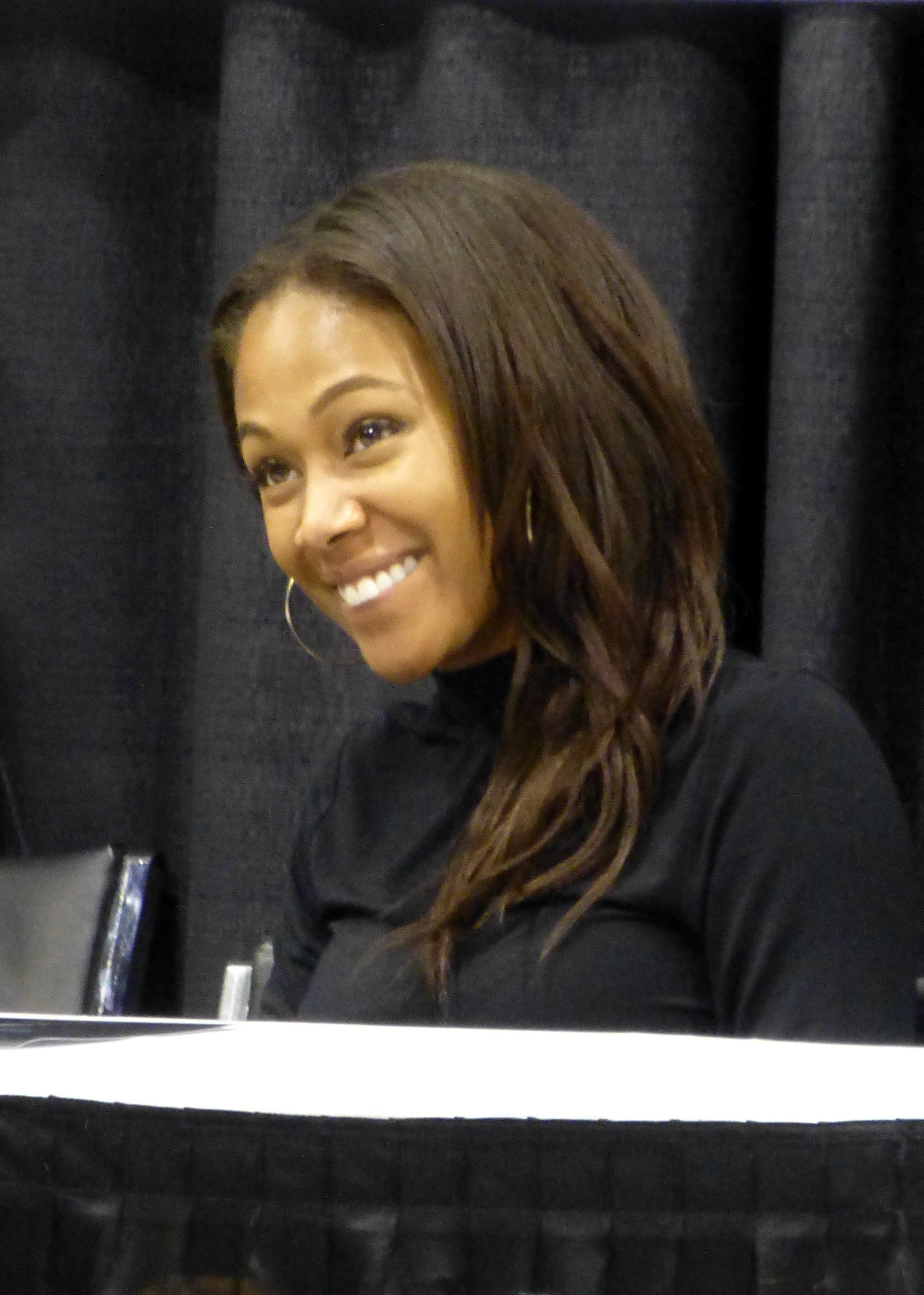
Nicole Beharie spielt in der Hauptrolle Turquoise Jones

Regie führte Channing Godfrey Peoples, die auch das Drehbuch schrieb.
Nicole Beharie übernahm die Hauptrolle von Turquoise Jones. Alexis Chikaeze spielt ihre Tochter Kai.
Die Dreharbeiten fanden im texanischen Fort Worth statt.
Die Filmmusik komponierte Emily Rice. Das Soundtrack-Album mit insgesamt 24 Musikstücken wurde am 18. Juni 2021 von Lakeshore Records als Download veröffentlicht.
Die Premiere des Films erfolgte am 24. Januar 2020 beim Sundance Film Festival. Am 19. Juni 2020 wurde er in den USA als Video-on-Demand veröffentlicht.

## Rezeption

### Kritiken
Der Film konnte bislang 99 % der bei Rotten Tomatoes aufgeführten Kritiker überzeugen und erhielt hierbei eine durchschnittliche Bewertung von 7,6 der möglichen 10 Punkte. Der Film befindet sich dort unter den Filmen des Jahres 2020 auf dem ersten Platz.

### Auszeichnungen (Auswahl)
Alliance of Women Film Journalists Awards 2020
- Nominierung als Beste Regisseurin (Channing Godfrey Peoples)[5]

Artios Awards 2021
- Nominierung in der Kategorie Micro Budget – Komödie oder Filmdrama[6]

Black Reel Awards 2021
- Nominierung als Bester Independent-Film
- Nominierung für die Beste Regie (Channing Godfrey Peoples)
- Nominierung als Beste Hauptdarstellerin (Nicole Beharie)
- Nominierung als Beste Nebendarstellerin (Alexis Chikaeze)
- Nominierung als Bestes Schauspielensemble
- Nominierung als Bester Nachwuchsregisseur (Channing Godfrey Peoples)
- Nominierung für die Beste weibliche Breakthrough Performance (Alexis Chikaeze)
- Nominierung für das Beste Debüt-Drehbuch (Channing Godfrey Peoples)[7]

BlackStar Film Festival 2020
- Auszeichnung als Bester Spielfilm[8]

Gotham Awards 2021
- Nominierung für die Beste Nachwuchsregie (Channing Godfrey Peoples)
- Auszeichnung als Beste Darstellerin (Nicole Beharie)[9][10]

Independent Spirit Awards 2021
- Nominierung für das Beste Erstlingsdrehbuch (Channing Godfrey Peoples)
- Nominierung als Bester Debütfilm
- Nominierung als Beste Hauptdarstellerin (Nicole Beharie)
- Nominierung als Beste Nebendarstellerin (Alexis Chikaeze)[11]

NAACP Image Awards 2021
- Nominierung als Bester Independent-Film[12]

National Board of Review Awards 2021
- Auszeichnung für das Beste Regiedebüt (Channing Godfrey Peoples)
- Aufnahme in die Top 10 der Independentfilme[13]

Satellite Awards 2020
- Auszeichnung als Bester Debütfilm (Channing Godfrey Peoples)
- Nominierung als Bester Film – Drama

South by Southwest Film Festival 2020
- Auszeichnung mit dem Louis Black/Lone Star Award (Channing Godfrey Peoples)

Sundance Film Festival 2020
- Nominierung im U.S. Dramatic Competition (Channing Godfrey Peoples)

Sunset Film Circle Awards 2020
- Nominierung als Beste Nachwuchsschauspielerin (Nicole Beharie)[14]